# Селец (Ровненская область)
Селец (укр. Селець) — село, входит в Селецкий сельский совет Дубровицкого района Ровненской области Украины.
Население по данным 2025 года составляет 1664 человека. Население по переписи 2001 года составляло 1976 человек. Почтовый индекс — 34141. Телефонный код — 3658. Код КОАТУУ — 5621887301.
На территории с.Селец находится общеобразовательная школа, детский сад «Солнышко», фельдшерско-акушерский пункт, публично-школьная библиотека, дом культуры, частное предприятие «Горынь-Агро», почтовое отделение, Свято-Николаевская церковь.
Село основано в 1580. Территория была заселена еще в эпоху мезолита. В первые века нашей эры здесь проживало племя дулебов.
В годы Великой Отечественной войны в селе действовала подпольная группа.
На 4 полях в районе села Селец содержание меди достигает 0.5-0.77 от уровня 60-х годов (т.е. имеет место истощение почв).
В Сельце расположен предприятие по добыче и переработке торфа ООО фирма «Рекорд»

## География
Селец расположен на левом берегу реки Горынь (приток Припяти), в 7км к северу от районного центра Дубровица, в 12км от железнодорожной станции Дубровица. В двух километрах от села в р. Горынь впадает приток Случь. С востока, юга, севера Селец окружен лугами, на западе к нему подступает  лес.

## Местный совет
34141, Ровненская обл., Дубровицкий р-н, с. Селец, ул. Шевченко, 2а.